# Projeto Babilônia

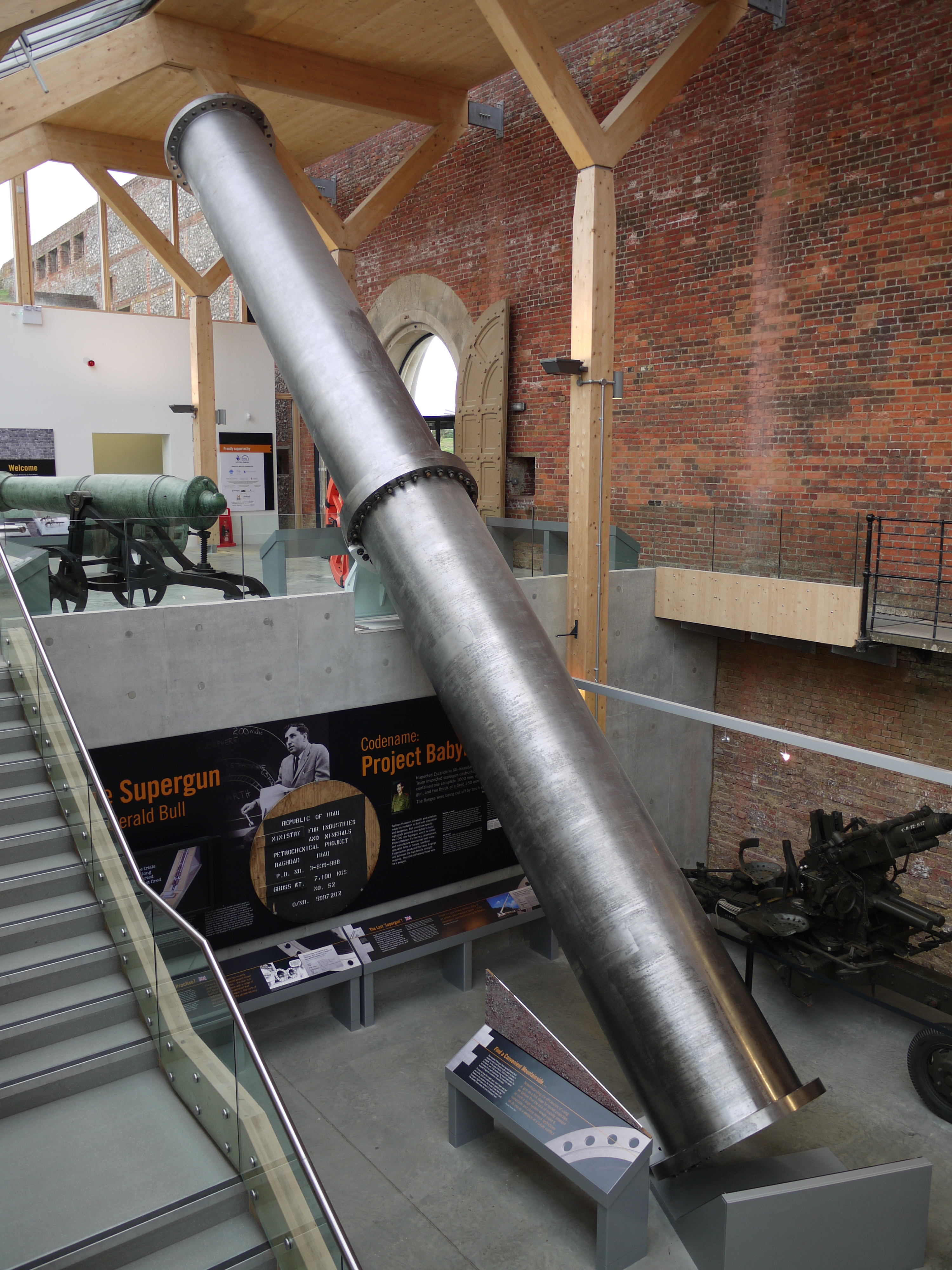
Duas seções (capturadas) do Big Babylon já acopladas e fixadas.

O "Projeto Babylon", traduzido como Projeto Babilônia foi supostamente um projeto encomendado pelo ex-presidente iraquiano Saddam Hussein durante a Guerra Irã-Iraque para construir uma série de superarmas. O projeto teria sido baseado numa pesquisa dos anos 60: "Projeto HARP".
Foi liderada pela engenheiro militar canadense Gerald Bull. As informações são incompletas, supõe-se que houve quatro diferentes dispositivos no total incluído no programa.
O projeto foi supostamente abortado em 1990 após Gerald Bull ser assassinado e de partes da superarmas terem supostamente sido apreendidos em regiões da Europa. No entanto, durante a Guerra do Golfo, o governo do Reino Unido anunciou que as peças que tinham sido apreendidos eram tubos de oleoduto e não de peças de uma arma, como o Iraque tinha alegado anteriormente. Os componentes restantes do projeto foram destruídos pelas Nações Unidas após a Guerra do Golfo, em 1991.